# Marianisches Jahr

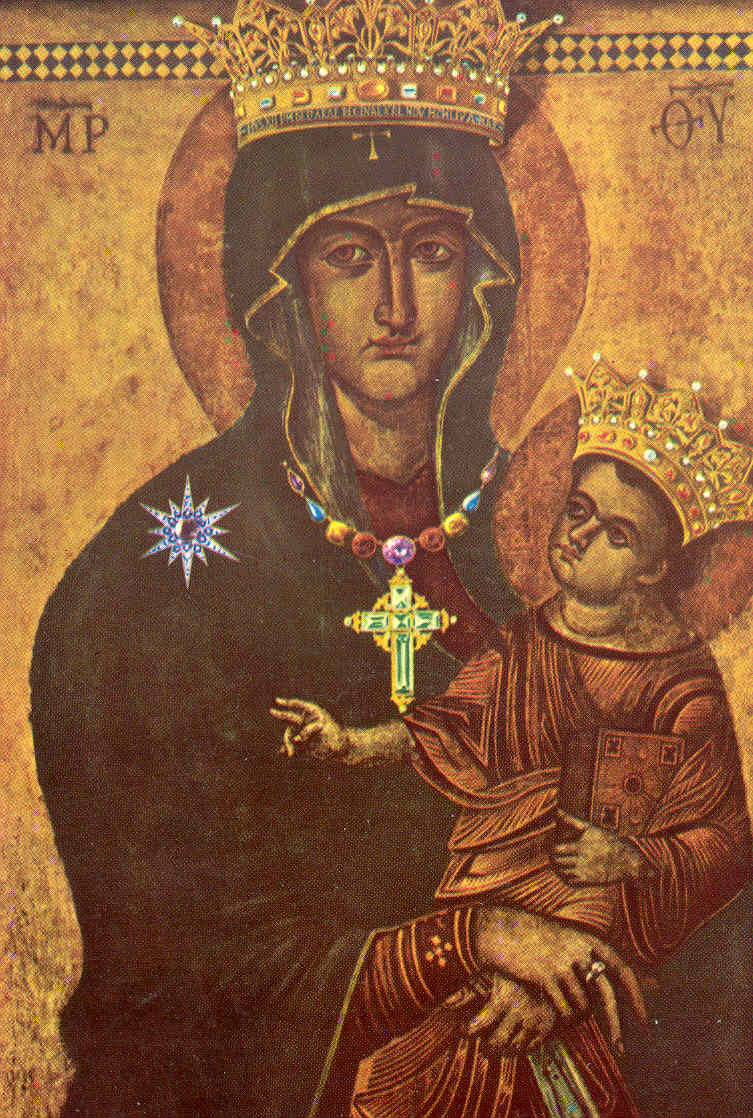
Gekrönte Ikone der Salus populi Romani. Die Inschrift der Krone lautet Pius XII PM Deiparae Reginae Kal MCMLIV A Mar. (Papst Pius XII. der Muttergottes und Königin, marianisches Jahr 1954)

Als marianisches Jahr  bezeichnet die katholische Kirche Jahre, in denen Maria, die Mutter Jesu, besonders verehrt und gefeiert werden soll. In der Geschichte der römisch-katholischen Kirche wurden bisher nur zwei marianische Jahre von den Päpsten Pius XII. und Johannes Paul II. angekündigt und ausgerufen. Die Entscheidung, ein marianisches Jahr auszurufen, wird ausschließlich vom Papst getroffen.

## Marianisches Jahr 1953–1954

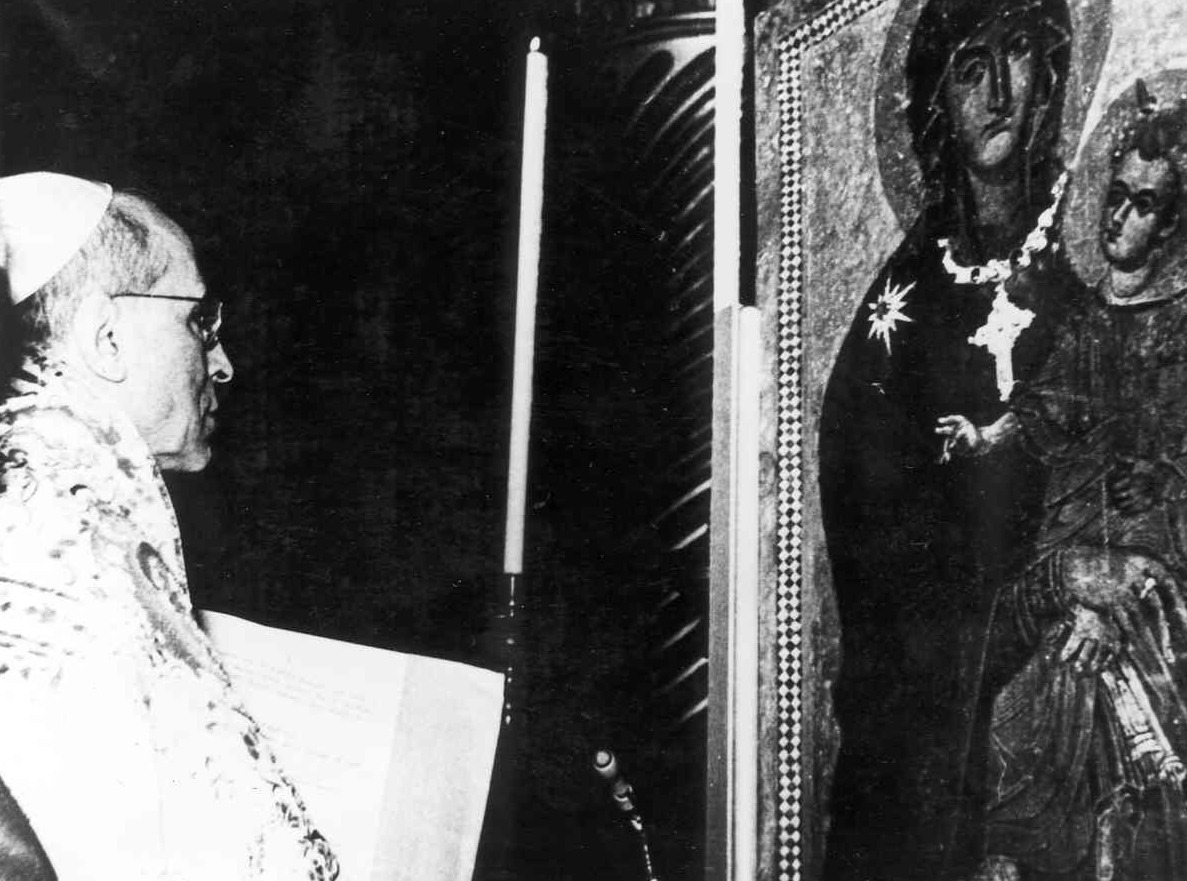
Papst Pius XII. vor der gekrönten Salus populi Romani (1954)

Das marianische Jahr 1953 bis 1954 galt der Vorbereitung auf das Jubiläum der hundertsten Wiederkehr der Verkündigung des Dogmas von der Unbefleckten Empfängnis und wurde von Papst Pius XII. ausgerufen. Hierzu promulgierte er am Fest Mariä Geburt 1953 die Enzyklika Fulgens corona („die strahlende Krone“).

## Marianisches Jahr 1987–1988
Das marianische Jahr 1987–1988 stand im Zusammenhang mit dem 70. Jubiläum des Marienwallfahrtsortes Fátima und der Enzyklika Redemptoris mater („Die Mutter des Erlösers“) vom 25. März 1987. Dieses marianische Jahr wurde von Pfingsten 1987 bis zum Fest der leiblichen Aufnahme Mariens in den Himmel 1988 begangen. Es sollte dazu dienen, „auch all das erneut und vertieft zu bedenken, was das Konzil über die selige Jungfrau und Gottesmutter Maria im Geheimnis Christi und der Kirche gesagt hat.“
Dieses marianische Jahr stellte zugleich auch bereits den Auftakt zum zweitausendjährigen Jubiläum der Geburt Christi dar.